# Cruzada de Varna
La cruzada de Varna fue una infructuosa campaña militar organizada por varios monarcas europeos para contrarrestar la expansión del Imperio otomano en Europa Central, especialmente en los Balcanes entre 1443 y 1444. Fue convocada por el papa Eugenio IV el 1 de enero de 1443 y dirigida por Vladislao  III de Polonia, Juan Hunyadi, voivoda de Transylvania, y Felipe el Bueno, duque de Borgoña.
La cruzada de Varna finalizó tras la decisiva victoria otomana sobre los cruzados en la batalla de Varna el 10 de noviembre de 1444, en la que murieron el rey polaco y el legado papal Julian Cesarini.

## Contexto
En 1428, mientras el Imperio otomano se encontraba en guerra contra la República de Venecia y el Reino de Hungría,  consiguió una paz provisional al establecer al Despotado de Serbia como un estado colchón. Después del fin de la guerra en 1430, los otomanos continuaron su expansión con el fin de controlar todas las  tierras al sur del río Danubio.  En 1432, el sultán Murad II (r. 1421-1451) comenzó a atacar Transilvania. Tras la muerte del emperadorl Segismundo en 1437, los ataques se intensificaron, y los otomanos ocuparon la ciudad de Borač en 1438 y Zvornik y Srebrenica en 1439. A finales de 1439, Smederevo capituló y Murad convirtió a Serbia en una provincia otomana. Đurađ Branković, el déspota de Serbia, tuvo que huir a Hungría. En 1440, Murad puso sitio a Belgrado pero fracasó en su captura, tras lo que tuvo que regresar a Anatolia para detener los ataques de los karamánidas.
Entretanto, el sucesor de Segismundo, Alberto II de Habsburgo había muerto en octubre de 1439, poco después de firmar una ley para «restaurar las antiguas leyes y usos del reino». La ley restringía la autoridad real al requerir la participación de los terratenientes en las decisiones políticas. Cuatro meses después de la muerte de Alberto, nacía su único hijo Ladislao, mientras se veía inmerso en una guerra civil por la sucesión. El 17 de julio de 1440 Vladislao III Jagellón, rey de Polonia, era coronado a pesar de las continuas disputas. Juan Hunyadi se alió con Vladislao en su lucha por pacificar los condados orientales, recibiendo el cargo de nádor de Transilvania y la responsabilidad de proteger la frontera meridional de Hungría. A finales de 1442, Vladislao había asegurado su posición en Hungría y rechazó una propuesta otomana de paz a cambio de la ciudad de Belgrado.
La Iglesia católica llevaba mucho tiempo pidiendo una cruzada contra los otomanos y con el fin de la guerra civil en Hungría y otra casi simultánea en Bizancio, consiguieron dar comienzo a las negociaciones y planes realistas de ofensiva. El impulso requerido para poner en práctica los planes fue proporcionado por Hunyadi entre 1441-1442.  En 1441, derrotó un ataque dirigido por Ishak Pasha de Smederevo. Estuvo cerca de aniquilar al ejército de Mezid Bey en Transilvania el 22 de marzo de 1442, y en septiembre derrotó a la expedición punitiva de Şihabeddin Pasha, gobernador general de Rumelia.  Branković, esperando liberar Serbia, también le prestó su apoyo después de que Novo Brdo, la última ciudad serbia importante, cayera en manos otomanas en 1441.

## La cruzada

### Primeros enfrentamientos
El 1 de enero de 1443 el papa Eugenio IV publicó una bula de cruzada. A comienzos de mayo se informó de «que los turcos estaban en mal estado y que sería fácil expulsarles de Europa». El Domingo de Ramos de 1443 la dieta de Buda proclamó la guerra contra el sultán Murad II, y con un ejército de 40 000 hombres, mayoritariamente húngaros, el joven rey, con Hunyadi al mando, cruzó el Danubio y tomó Nis y Sofía.
Los cruzados, dirigidos por Vladislao, Hunyadi y Branković, atacaron a mediados de octubre. Esperaban, acertadamente, que Murad no sería capaz de movilizar con prontitud su ejército, formado principalmente  por feudatarios montados (timariots) que necesitaban recoger las cosechas para el pago de los impuestos. La experiencia adquirida por Hunyadi en las campañas invernales de 1441-1442 daba aún más ventaja a las tropas húngaras. Contaban también con mejores armaduras, que a menudo inutilizaban las armas otomanas. Murad tampoco podía confiar en la lealtad de sus tropas de Rumelia, y se encontró con problemas para contrarrestar la táctica húngara.

### Batalla de Nis
En la batalla de Nis los cruzados obtuvieron la victoria y forzaron a Kasim Pasha de Rumelia y a su co-comandante Turahan Bey a huir a la ciudad de Sofía para advertir a Murad de la invasión. No obstante, quemaron todos los pueblos que encontraron en su camino en un intento de debilitar a los cruzados con una táctica de tierra quemada. Cuando llegaron a Sofía,  aconsejaron al sultán incendiar la ciudad y retirarse a las montañas, donde el menor tamaño del ejército otomano no sería tanta desventaja.

### Batalla de Zlatitsa
Poco después llegó el invierno y el siguiente encuentro, el 12 de diciembre de 1443, tuvo lugar en medio de la nieve en el paso de Zlatitsa. Hasta la batalla de Zlatitsa los cruzados no se habían enfrentado a ningún gran ejército otomano, tan sólo guarniciones estacionadas en ciudades en la ruta hacia Edirne. Finalmente, en Zlatitsa se enfrentaron a un ejército defensivo bien posicionado y resultaron derrotados por los otomanos. En su regreso a casa, sin embargo, emboscaron y derrotaron a una fuerza perseguidora en la batalla de Kunovica, donde hicieron prisionero a Mahmud Bey, yerno del sultán y hermano del Gran Visir Çandarlı Halil Pasha. Cuatro días después de esa batalla la coalición cristiana alcanzó Prokuplje. Đurađ Branković propuso a Vladislao III de Polonia y a Hunyadi que invernaran en las ciudades fortificadas serbias para continuar la campaña en la primavera del año siguiente (1444), pero ambos rehusaron la propuesta y retrocedieron. A finales de enero de 1444 las fuerzas cruzadas alcanzaron Belgrado,  y en febrero llegaron a Buda, donde fueron recibidos como héroes.
Aunque habían sido derrotados en Zlatitsa, la emboscada devolvió a los cruzados la impresión de una victoria cristiana global, y regresaron triunfantes. El rey y la iglesia estaban ansiosos por mantener esa impresión y dieron instrucciones para propagar la noticia de una victoria, contradiciendo a cualquiera que mencionara la derrota.
Murad, entretanto, regresó enojado y desanimado por la poca fiabilidad de sus fuerzas, y encarceló a Turahan tras culparle por los contratiempos del ejército y la captura de Mahmud Bey.

### Propuestas de paz

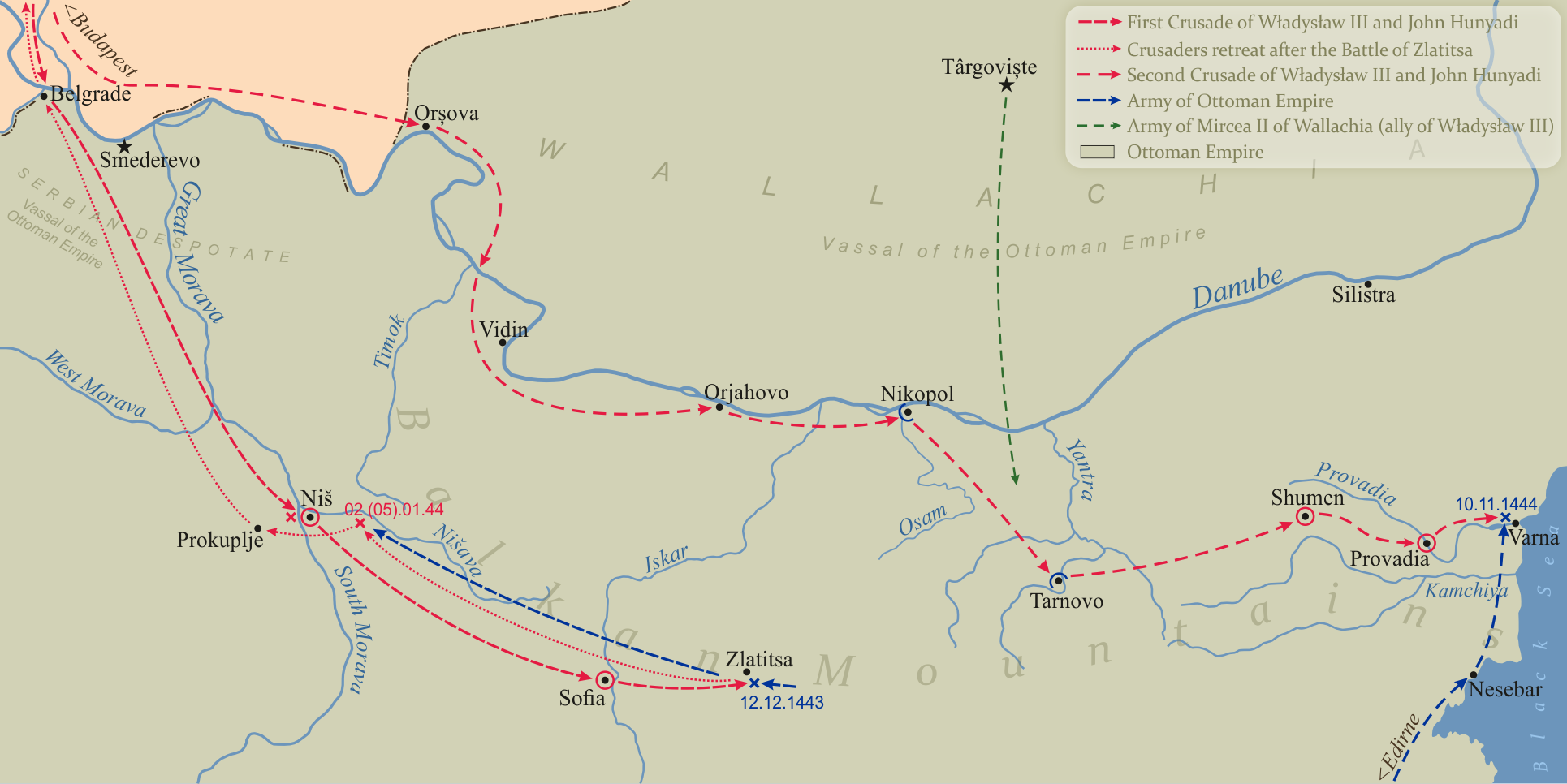
Mapa de las cruzadas de Władysław Warneńczyk; y Janos Hunyadi

Se piensa que Murad deseaba la paz: su hermana intercedía para obtener la liberación de su marido, Mahmud, y su mujer Mara, que era hija de Đurađ Branković, añadía aún más presión. El 6 de marzo de 1444 Mara envió un delegado a Branković; tras ese encuentro se iniciaron las negociaciones de paz.
El 24 de abril de 1444 Vladislao envió una carta a Murad, afirmando que su embajador, Stojka Gisdanić, viajaba hacia Edirne con plenos poderes para negociar en su nombre. Solicitó que, una vez que se alcanzara un acuerdo, Murad enviara a sus propios embajadores con el tratado y su juramento a Hungría, para que Vladislao también lo pudiera jurar.
Ese mismo día, Vladislao celebró una Dieta en Buda, donde juró ante el cardenal Julian Cesarini encabezar una nueva expedición contra los otomanos en verano. El mayor defensor de las pretensiones al trono de Ladislao también accedió a una tregua, evitando el riesgo de guerra civil.
Entre junio y agosto de 1444, se llevaron a cabo las negociaciones para la firma de un tratado, primero en Edirne, y luego en Szeged. Los cruzados no estaban realmente interesados en la paz, presionando especialmente  Cesarini para la continuación de la cruzada. El cardenal finalmente encontró una solución que permitiría continuar la lucha y ratificar el tratado al mismo tiempo, y el 15 de agosto de 1444 entró en vigor la paz de Szeged.

### Etapa final
Poco después de que los requisitos a corto plazo del tratado se incumplieran, los húngaros y sus aliados retomaron la cruzada. Murad, que se había retirado poco después de la firma del tratado, fue llamado nuevamente para dirigir al ejército otomano. El 10 de noviembre de 1444 los dos ejércitos se enfrentaron en la batalla de Varna (cerca de la fortaleza de Varna (hoy Bulgaria), a orillas del mar Negro). Los otomanos obtuvieron una victoria decisiva pese a sufrir elevadas pérdidas, mientras que los cruzados perdieron a su rey Vladislao y a 15 000 hombres.

## Consecuencias

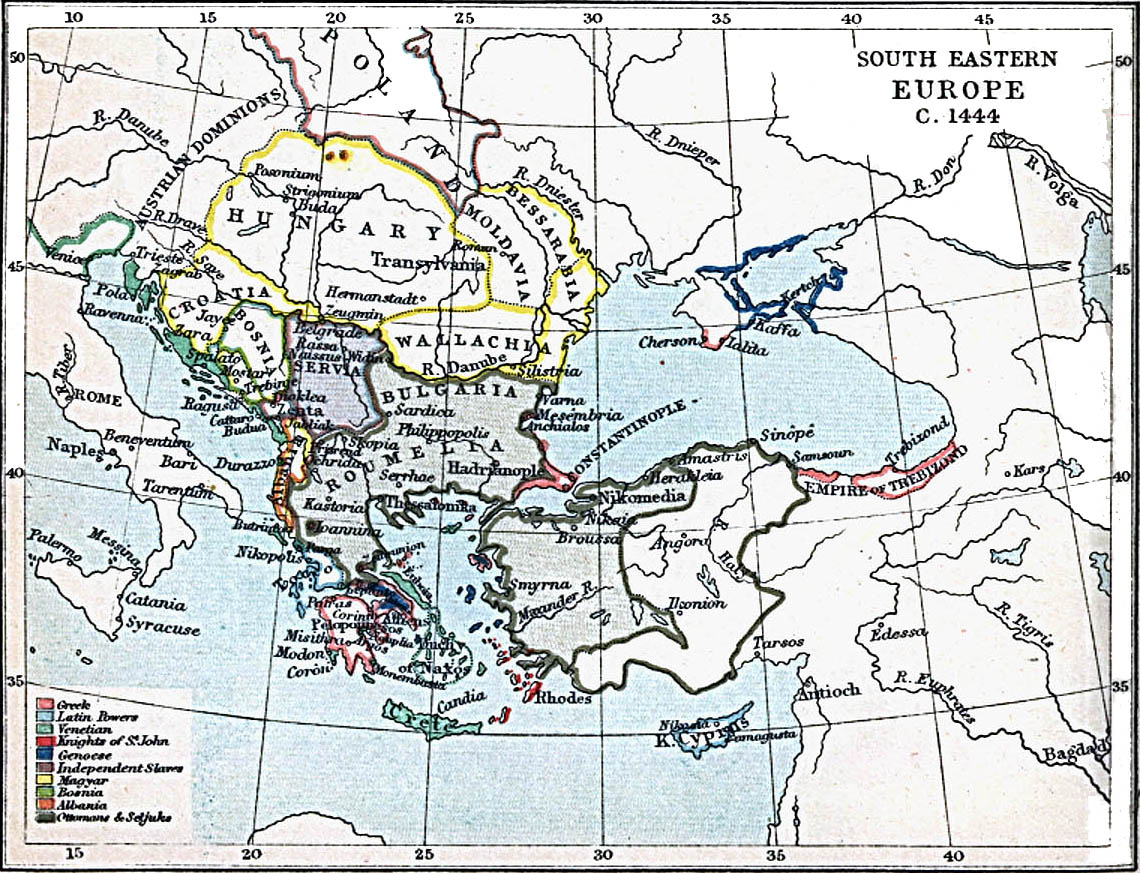
Mapa de Europa del Sudeste hacia 1444.

Muchos de los cruzados quedaron impedidos por congelación, y muchos más murieron en pequeños enfrentamientos posteriores, en los que muchos europeos fueron capturados. Hungría volvió a sumirse en la guerra civil hasta que Hunyadi fue elegido regente de Ladislao en junio de 1446. Branković mantuvo el control en Serbia.
La victoria otomana en Varna, seguida por la conseguida en la Segunda Batalla de Kosovo, disuadió a los estados europeos de enviar asistencia militar contundente a los bizantinos que pudiera frenar la ofensiva otomana sobre Constantinopla en 1453. A pesar de que Pío II proclamó oficialmente una cruzada de tres años en el Concilio de Mantua para reconquistar Constantinopla, los gobernantes que habían prometido 80 000 soldados se volvieron atrás. El Imperio otomano disfrutó de varias décadas de tranquilidad en las que no se produjo ningún intento serio de expulsarle de Europa.

## En la cultura popular
El fin de la cruzada de Varna sirve como punto de partida para el videojuego de gran estrategia Europa Universalis IV, desarrollado por Paradox Development Studio, un día después de la batalla de Varna, el 11 de noviembre de 1444.